# 기러기 남매
"기러기 남매"는 1971년 공개된 대한민국의 영화이다.

## 배역
- 남진
- 나훈아
- 문희